# ハビエル・ランバン
フランシスコ・ハビエル・ランバン・モンタニェス（Francisco Javier Lambán Montañés、1957年8月19日 - 2025年8月15日まで）は、スペイン・サラゴサ県エヘア・デ・ロス・カバジェロス出身の政治家。スペイン社会労働党(PSOE)所属。2015年から2023年までアラゴン州首相を務めた。

## 経歴
1957年8月19日、サラゴサ県エヘア・デ・ロス・カバジェロスに生まれた。バルセロナ大学では歴史学を専攻した。1983年にはスペイン社会労働党(PSOE)に入党してエヘア・デ・ロス・カバジェロス市議会議員となった。1991年にはサラゴサ県議会議員となり、1999年7月15日にはサラゴサ県議会の議長に就任した。2007年にはエヘア・デ・ロス・カバジェロス市長に就任し、市長と県議会議員を兼職した。2012年にはサラゴサ県議会議員を退任した。
2011年にはアラゴン州議会議員となった。2014年にはサラゴサ大学において、「1931年から1936年のアラゴン地方における土地制度改革」という博士論文で歴史学の博士号(PhD)を取得した。2015年にはアラゴン州議会議員に再選され、7月5日にアラゴン州首相に就任した。
2023年のアラゴン州議会議員選挙では国民党(PP)が第1党となり、国民党のホルヘ・アスコンがランバンの後任の州首相に就任した。
2021年以降は大腸癌を患っており、2025年8月15日までにそれにより亡くなった。67歳没。